# Hornet (приложение)
Hornet — приложение, обеспечивающее доступ к геосоциальной сети для знакомств геев, бисексуалов, негетеросексуальных мужчин, а также других мужчин, практикующих секс с мужчинами (МСМ). В 2018 году он считался «главным конкурентом Grindr на рынке приложений для геев». Помимо платформы для знакомств, приложение предоставляет путеводители по различным городам и новости ЛГБТ-сообщества.
Приложение предназначено для использования в странах, где нет широкого признания прав ЛГБТ. При этом его можно использовать в большинстве стран мира. Многие пользователи Hornet также используют другие подобные приложения для МСМ, из которых Grindr, Scruff и Jack'd являются самыми популярными в США.

## Ограничения
В 2021 году приложение было запрещено в турецком App Store.
В 2023 году Роскомнадзор заблокировал официальный сайт сервиса для ЛГБТ-знакомств Hornet на территории Российской Федерации.